# Matorral
Matorral è il termine spagnolo per indicare fitocenosi di arbusti sempreverdi assimilabili alla macchia e alla gariga mediterranee.
L'uso del termine, originariamente riferito agli arbusteti delle sole aree spagnole a clima mediterraneo, si è progressivamente esteso a designare aree vegetazionali, anche di ambiente desertico, presenti in paesi di lingua spagnola del Nuovo Mondo. 
Gli arbusteti mediterranei sono spesso inseriti in un paesaggio variegato, in cui foreste e boschi sono inframezzati a praterie e macchie.
In Portogallo il termine mato o matagal si riferisce a macchie e brughiere che vegetano sulle formazioni scistose Cambriane e Siluriane delle aree settentrionali e centrali del paese. Il termine è stato importato in Brasile per indicare le macchie di grande estensione presenti nel Mato Grosso.